# Buch (Schwaben)
Buch település Németországban, azon belül Bajorországban. Lakosainak száma 4292 fő (2023. december 31.). Buch Weißenhorn, Roggenburg, Oberroggenburger Wald, Unterroggenburger Wald, Kettershausen, Unterroth és Illertissen községekkel határos.

## Népesség
A település népessége az elmúlt években az alábbi módon változott:
| Lakosok száma | 803  | 1244 | 1168 | 3641 | 3710 | 3776 | 3856 | 3954 | 4151 | 4292 |
|               | 1875 | 1950 | 1975 | 2010 | 2012 | 2013 | 2015 | 2017 | 2021 | 2023 |